# 火星協会
火星協会（かせいきょうかい、英: Mars Society）は、火星の探査・植民を促進することを目的とした、国際的な宇宙探査・開発主張者のNPO。1998年の中頃にロバート・ズブリンらによって設立され、著名なSF作家や映画製作者（キム・スタンリー・ロビンソンやジェームズ・キャメロンを含む）の支持を受けた。協会は、火星探査が政府や人々にとって利益になると説得するとともに、民間による火星ミッションの可能性も検討している。
2006年現在では、協会は国際的な運営委員会により動かされるようになり、世界50カ国以上の4000人以上の会員と6000人の準会員を持つまでに成長した。会員は様々な層からなり、理想的な宇宙探査や火星探査の機会のために活動している。
協会ではアピールなどの政治的な活動だけではなく、火星が到達可能な目標であると示すことを目的として、以下のような実用的な試みや計画なども行っている。
- 有人火星探査計画マーズ・ダイレクトのさらなる研究開発
- 火星アナログ研究ステーション（英語版） (MARS) プログラム - 将来の火星居住ユニットのための、NASAと共同の火星に似た環境でのシミュレーション
  - フラッシュライン火星北極調査基地（英語版） (FMARS) - カナダ・ヌナブト準州デヴォン島ホートン・インパクト・クレーター
  - 火星砂漠研究基地（英語版） (MDRS) - ユタ州高原の砂漠地帯
  - ヨーロッパ火星研究基地（英語版） (Euro-MARS) - アイスランド
- 火星協会アナログ与圧ローバー (Mars Society Analogue Pressurised Rover) - 火星で使用可能な与圧ローバーの設計